# Lucio Silla
Lucio Silla (Luci Sul·la), KV 135, és una opera seria en tres actes, composta per Wolfgang Amadeus Mozart (1772) sobre un llibret de Giovanni de Gamerra, amb modificacions de Pietro Metastasio. Amb només setze anys Mozart s'apodera de les formes de l'opera seria per compondre una obra sobre l'honor, la traïció i el perdó amb una maduresa artística precoç. Es va compondre per als carnestoltes milanesos de 1772-1773. Es va estrenar al Teatre Regio Ducal de Milà el dia 26 de desembre de 1772. Estrenada al Gran Teatre del Liceu el 30 d'abril de 1987.

## Origen i context
Mozart va començar a compondre aquest encàrrec a Salzburg, i després va viatjar a Milà al novembre i desembre de 1772 per a concloure'l. És un drama per a música, òpera seria, en tres actes, en italià. La partitura és excepcional en la seva poderosa escriptura orquestral i terrible en les exigències als cantants.

## Valoració musical
L'orquestra consisteix en corda, dos flautes, 2 oboès, 2 fagots, 2 trompes, 2 trompetes, 2 timbals i baix continu. Té 23 números, dels que 18 són àries, 2 duos, un trio i dos temes corals.
De les peces vocals cal destacar: 
Núm. 2: Il tenero momento (Cecili)
Núm. 3: Se lusinghiera speme (Cèlia)
Núm. 4: Dalla sponda tenebrosa (Júnia)
Núm. 7 Duet de Júnia i Cecili: D'Elisa in sen m'attendi. Aquest duet entre Cecili i Júnia, en l'escena del sepulcre, és un dels moments notables de l'obra, que anuncia la qualitat d'obres posteriors del compositor.
Núm. 11: ah s'il crudel periglio (Júnia)
Núm. 15: Quando sugli arsi campi (Cèlia)
Núm. 16 Ària de Júnia: Parto, m'affretto.
Núm. 21 Rondó d'Aufidi: Pupille amate
Núm. 22: Fra i pensier (Júnia)
Com era característic en Mozart, va adaptar el text a la qualitat dels cantants. Per exemple, per al tenor Morgnoni, que era un debutant, va escriure només dues àries, malgrat que es tracta del personatge que dona nom a l'òpera. En canvi, va aprofundir en les peces corresponents als dos virtuosos: la soprano Anna d'Amicis Buonsolazzi i el castrat Venanzio Rauzzini, home de gran cultura i per a qui Mozart escriuria, poc després, el motet Exsultate, jubilate, KV 165.
En l'estrena, l'òpera va tenir un gran èxit. Es va representar 26 vegades i després va caure en l'oblit. Es va reestrenar l'any 1975, en versió de concert oferta a Salzburg.
Mozart tenia setze anys quan la va compondre. Suposa un avanç respecte a la seua prèvia òpera seria, Mitridate, re di Ponto, amb una tècnica compositiva més sòlida i madura.
Com totes les òperes serioses de Mozart, les peces individualment considerades, així com l'orquestració, és molt superior a altres contemporànies. No obstant això, l'interès dramàtic és molt limitat. Segueix l'estil de l'escola napolitana, amb la seua estructura rígida d'àries "da capo" rigorosament distribuïdes entre els personatges principals, excepte pel que fa al dictador Luci Sul·la, sens dubte per haver estat confiat el personatge al cantant menys dotat del repartiment.
Aquesta òpera va motivar el seu tercer viatge a Itàlia i va ser l'última que va compondre directament per al públic italià.

## Argument
La història té lloc a Roma, l'any 79 aC. El protagonista és Luci Corneli Sul·la, polític i general romà (138-78 aC).
Luci Sul·la, dictador de Roma, envia a l'exili al senador Cecili. Cecili està promès a Júnia, filla de l'enemic de Sul·la, Caius Màrius. Luci Sul·la difon la notícia de la mort de Cecili, amb l'objectiu d'aconseguir casar-se amb Júnia. Però Júnia rebutja la pretensió del dictador. Descobreix a les catacumbes a Cecili, que ha tornat en secret a Roma per a veure-la.
L'oponent polític de Sul·la és Luci Corneli Cinna, que estima a Cèlia, germana de Sul·la. Cinna i Cecili s'impliquen un atac contra Sul·la, però fracassen. Cecilio és detingut i conduït a presó, on es troba amb Júnia. Els dos s'acomiaden, preparant-se per a morir junts.
No obstant això, el dictador Sul·la decideix perdonar-los i reuneix a les dues parelles, Júnia amb Cecili i Cinna amb Cèlia. Ell es retira de la política per a viure com qualsevol ciutadà romà. Tots els polítics exiliats poden tornar a Roma.

## Enregistraments
Els tres enregistraments més coneguts de Lucio Silla són: 
- Dirigida per Nikolaus Harnoncourt, amb Peter Schreier, Edita Gruberová, Cecilia Bartoli, Kenny, Dawn Upshaw, Cor Arnold Schönberg i Concentus Musicus de Viena (1990, Teldec)
- Dirigida per S. Cambreling, amb A. Rolphe-Johnson, L. Cuberli, Ann Murray, B.-M. Aruhn, C. Barbaux, Orquestra i cor del Teatre de la Monnaie de Brussel·les (1985, Ricercar). [Enregistrament en viu].
- Dirigida per Leopold Hager, amb Peter Schreier, Arleen Augér, Julia Varady, Edith Mathis, Helen Donath, Orquestra i cor del Mozarteum de Salzburg (1974, Philips)

A l'àlbum Mozart's Opera Arias, la cantant Kiri Te Kanawa va enregistrar l'ària Pupille amate de Lucio Silla, amb l'Orquestra Simfònica de Londres i direcció de Sir Colin Davis (1982, Philips)